# 赤川裕
赤川裕（あかがわ　ゆたか、1933年―　）は、英文学者、英語教師、明治学院大学名誉教授。英国ケンブリッジ大学客員教員、社会学博士。
1959年明治学院大学大学院博士課程満期退学、60年同助手、講師、助教授、教授、2002年定年、関東短期大学教授、04年退職。ミルトン、英国庭園史などが専門。
1970年代～1990年前後、NHKテレビの英語講座の講師を務めた。

## 著書
- メモラブル英会話. キミも話せる短文暗記式　日常生活編  日本英語教育協会 1986.10 (百万人の英語ペーパーバックス)
- メモラブル英会話 海外旅行編 日本英語教育協会 1987.7 (百万人の英語ペーパーバックス)
- メモラブル英会話 ラクに話せる短文暗記式　国際ビジネス編 日本英語教育協会 1990.12
- 最新米語会話教本 入門編 日本英語教育協会 1990.5
- 決まり文句の先を続けるために これぞ英会話! 研究社出版 1992.4
- 英語の感覚を磨くカタカナ語の話  研究社出版 1994.10
- 丁寧度別・英語表現510 ショーン・ホーリー共著 研究社出版 1996.4
- 英国ガーデン物語 庭園のエコロジー 研究社出版 1997.7
- コッツウォルド叙情 イングリッシュ・ガーデン 光村印刷 1999.3
- イギリス庭園物語 南雲堂 2003.11 (セメスターシリーズ)
- 5分間英語会話 南雲堂 2003.3
- イギリス庭園散策 2004.4 (岩波アクティブ新書)

## 翻訳
- 悲劇の系譜 ソポクレスからエリオットまで クリアンス・ブルックス 大場建治共訳 至誠堂 1968

## 参考
- J－GLOBAL